# 布鲁斯·斯特林
布鲁斯·斯特林（英語：Bruce Sterling，1954年4月14日—）是一名美国科幻小说作家，同时是赛博朋克的定义者。

## 生平
1954年，斯特林出生在美国德克萨斯州奥斯汀。
斯特林跟威廉·吉布森、鲁迪·拉克、约翰·雪莉等人给赛博朋克的定义作出了巨大的贡献，同时是这种文学运动的宣传者和传播者。

## 个人生活
孩提时，斯特林曾经在印度居住，非常喜欢看宝莱坞的电影。
2003年，斯特林被任命为欧洲研究生院教授，负责夏季课程的设计。
2005年，斯特林和第二任妻子居住在加利福尼亚州帕萨迪纳市。2007年9月，他们又搬迁到意大利的都灵。

## 奖项
- 2000年，阿瑟·C·克拉克奖。[7]
- 1999年，Hayakawa Award。
- 1999年，雨果奖。
- 1997年，雨果奖。
- 1989年，约翰·W·坎贝尔纪念奖之最佳科幻小说。[8]